# Seznam orožij borilnih veščin
Seznam orožij borilnih veščin.

## Lok in puščica
- Samostrel
- Lok
- Dolgi lok - Angleška verzija dolgega loka, po vsej verjetnosti tudi najbolj poznana
- Jumi - Japonski dolgi lok
- Korejski lok

## Metalna orožja s kratkim dosegom
- Metalni nož
- Šuriken

## Nož
- Bodalo - daljši nož, po navadi naostren na obeh straneh

## Kratka palica
- Hanbo - je enake dolžine kot pohodna palica
- Kubotan - palica, ki se uporablja za pomoč pri vzvodih
- Tonfa - kratka palica z dodanim ročajem
- Yawara - majhna palica, ki pomaga povečat učinkovitost udarcev

## Dolga orožja (Dolga palica in suličasta orožja)
- Bo - japonska palica z dolžino nekje med 180 - 200cm
- Jo - japonska palica z dolžino nekje 128 cm
- Jari - Japonska sulica

## Meč
- Dao
- Floret
- Jian
- Katana - dolgi japonski meč, prirejen za nošenje z ostrino navzgor
- Tači - dolgi japonski meč, prirejen za nošenje z ostrino navzdol
- Vakizaši - kratek japonski meč

## »Mehka«orožja
- Manriki-gusari - Japonsko orožje nindž, sestavljeno iz dveh uteži povezanih z verigo

## Sestavljena orožja (orožja iz več delov)
- Nunchaku - dvo-delna palica povezana z vrvico ali verigo
- Tri-delna palica - poznana tudi kot sansetsukon

## Srpi
- Kama - japonski srp, glej tudi kusarigama
- Kokošji srpi - Kitajsko orožje podobno okinavski kami, vendar imajo še na kocu suličasto konico

## Neuvrščeno
- Sai - trizobi japonski nož, ki se je uporabljal za boj proti mečem
- Jite-  manjši sai nož